# جون فوربس (إسكتلندي)
جون فوربس (بالإنجليزية: John Forbes)‏‏ (1818 - 1863) كاهن، وكاتب، ولغوي، ومترجم من إسكتلندا.